# 茹弗鲁瓦廊街

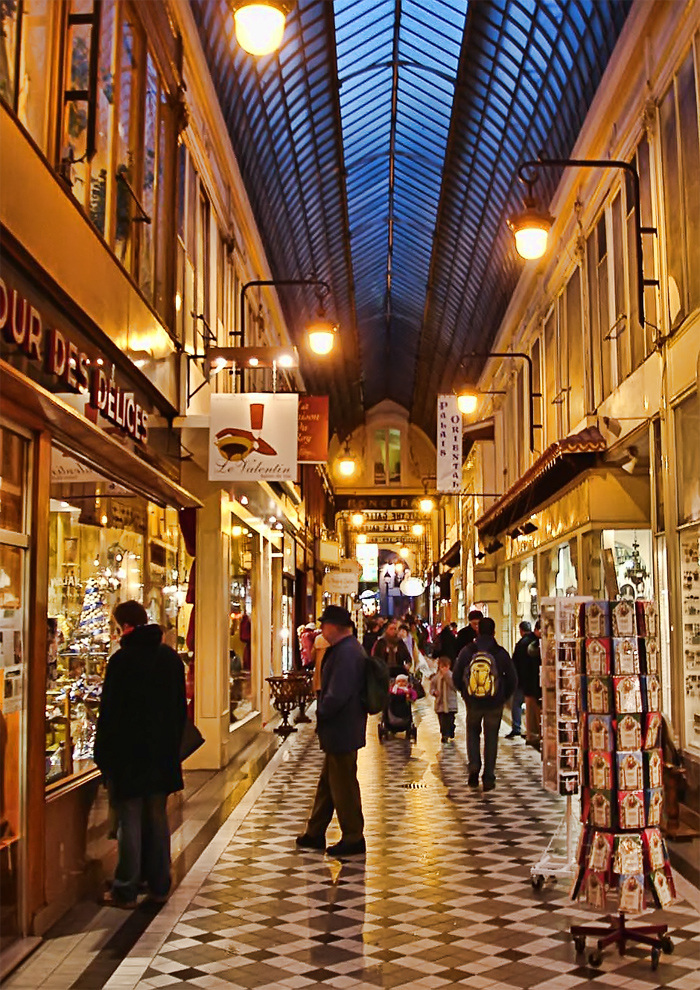

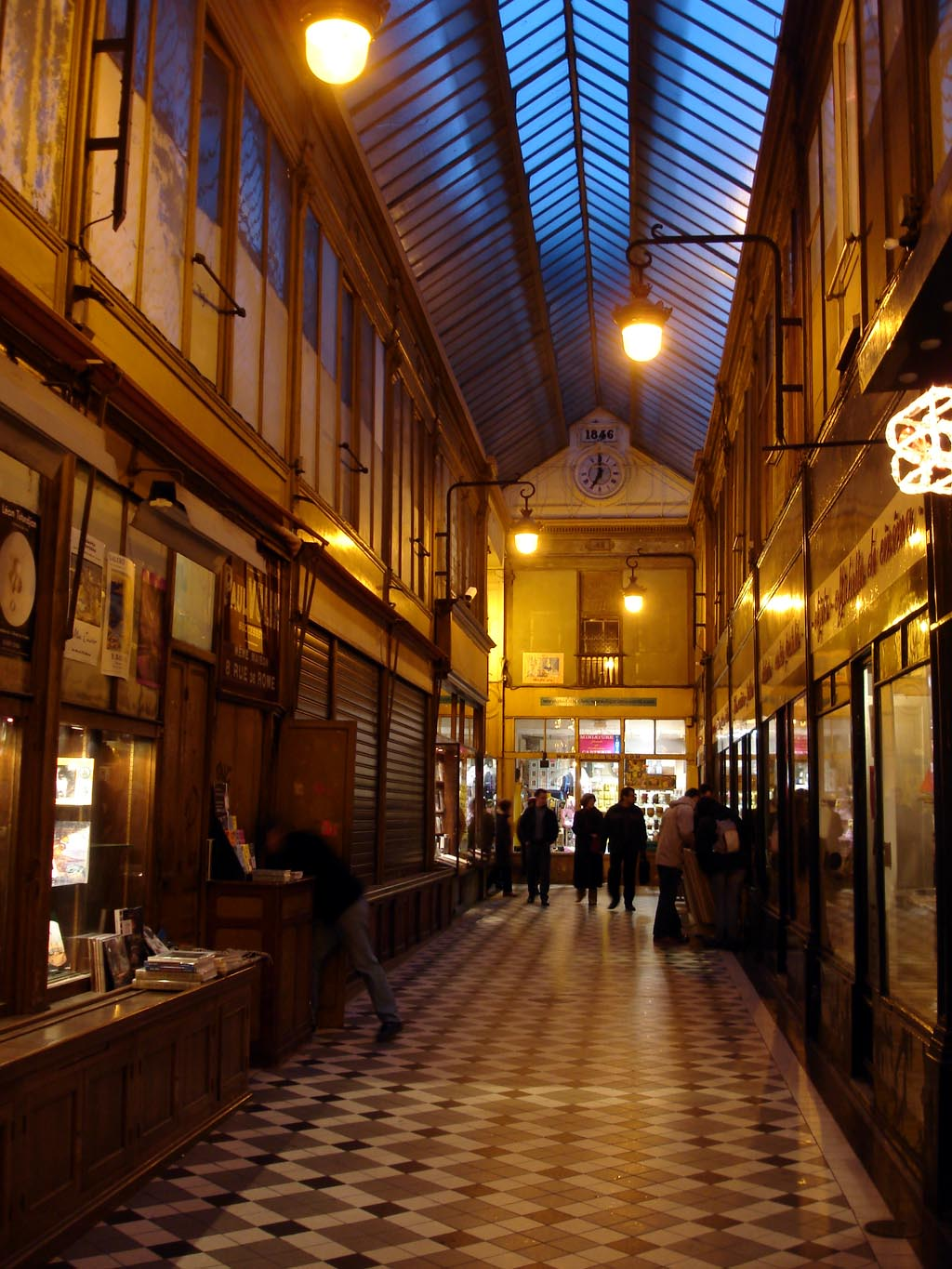

茹弗鲁瓦廊街（Passage Jouffroy）是巴黎的一条拱廊街，位于巴黎第九区，南起蒙马特大道，北到rue de la Grange-Batelière。 

## 历史
茹弗鲁瓦廊街兴建于1845年，作为全景廊街的延伸，当时颇受欢迎，取得巨大成功。报纸《高卢人》的创办人亚瑟·迈耶与著名漫画家阿尔弗雷德·格雷万合作，于1882年1月10日在拱廊街开设了巴黎蜡像馆（Musée Grévin），大大促进了拱廊街的繁荣。
茹弗鲁瓦廊街是19世纪技术发展的重要见证人，最早采用了全金属和玻璃结构，只有装饰元素使用了木材。这也是第一个采用地板加热的拱廊街。 
1987年，茹弗鲁瓦廊街进行了彻底整修，按照原来的风格铺装道路。